# قائمة الرموز البريدية في المغرب
تتكون الرموز البريدية في المغرب  من خمس أرقام، تشير للمجال الأوسع (أول رقمين)، وبريد المنطقة (آخر ثلاث أرقام).
تم وضع النظام الحالي في 1 يناير 1997.
هذه هي المناطق البريدية وبعض من الرموز البريدية في المغرب:
- أكادير 80000
- الحسيمة 32000
- أزيلال 22000
- بني ملال 23000
- بن سليمان 13000
- بوجدور 71000
- بولمان 33000
- الدار البيضاء 20000
- شفشاون 91000
- شيشاوة 41000
- الداخلة 73000
- الجديدة (المغرب) 24000
- الرشيدية 52000
- الصويرة 44000
- فاس 30000
- فكيك 61000
- الفقيه بنصالح 23200
- كلميم 81000
- إفران 53000
- قلعة السراغنة 43000
- القنيطرة 14000
- الخميسات 15000
- خنيفرة 54000
- خريبكة 25000
- العيون 70000
- العرائش 92000
- مراكش 40000
- مكناس 50000
- المحمدية 20650
- الناظور 62000
- ورززات 45000
- وجدة 60000
- الرباط 10 000
- آسفي 46 000
- Salé 11 000
- سطات 26000
- صفرو 31000
- سيدي إفني 85200
- سيدي قاسم 16000
- السمارة 72000
- طنجة 90000
- تاونات 34000
- تازة 35000
- طانطان 82000
- تارودانت 83000
- طاطا 84000
- تمارة 12000
- تطوان 93000
- تزنيت 85000
- تينغير 45800

## انظر هنا
بريد المغرب
اتصالات المغرب
المكتب الوطني للبريد والاتصالات
قائمة إصدارات الطوابع في المغرب (1940-1949)